# Anacanthobatidae
Los anacantobátidos (Anacanthobatidae, gr. an-, "sin", acantha, "espina" y bathys, "profundo") son una familia de elasmobranquios del orden Rajiformes. Los miembros de esta familia no tienen dentículos dorsales como otras rayas, de ahí su nombre científico. Son peces que generalmente se encuentran en el fondo, en fondos marinos de regiones tropicales y subtropicales.

## Taxonomía
Los anacantobátidos incluyen dos géneros y 13 especies:
- Anacanthobatis americanus
- Anacanthobatis donghaiensis
- Anacanthobatis folirostris
- Anacanthobatis longirostris
- Anacanthobatis marmoratus
- Anacanthobatis nanhaiensis
- Anacanthobatis ori
- Anacanthobatis stenosoma
- Sinobatis borneensis
- Sinobatis bulbicauda
- Sinobatis caerulea
- Sinobatis filicauda
- Sinobatis melanosoma